# Sarcoglottis trichogyna
Sarcoglottis trichogyna là một loài thực vật có hoa trong họ Lan. Loài này được Cuatrec. miêu tả khoa học đầu tiên năm 1972.